# Wernings
Wernings war ein Dorf in der Grafschaft, später dem Fürstentum Isenburg-Birstein und zuletzt im Großherzogtum Hessen. Heute steht dort eine Gehöftgruppe.

## Geografische Lage
Wernings lag auf dem Gebiet von Gedern im Wetteraukreis in Hessen, im Vogelsberg und 13,5 km nordöstlich von Büdingen zwischen den Orten Wenings und Mittel-Seemen.

## Geschichte
Die älteste erhaltene Erwähnung des Ortes stammt aus dem Jahr 1322. Die Reformation wurde im Ort in den 1540er Jahren eingeführt.
Kirchlich war Wernings ursprünglich eine Filialgemeinde von Wenings. Wernings gehörte zum Amt Wenings der Grafschaft Isenburg-Birstein, das mit der Rheinbundakte zum Fürstentum Isenburg gelangte und mit diesem 1816 dem Großherzogtum Hessen zugeschlagen wurde.
Aufgrund der miserablen wirtschaftlichen Lage wanderte das Dorf – mit Erlaubnis und organisatorischer Unterstützung des Staates –, insgesamt 156 Personen, 1842 oder 1843 in die USA aus. Die meisten Bewohner siedelten sich in und um die Orte Waterloo und Columbia im Monroe County (Illinois) im Südwesten des Bundesstaates Illinois an. Wernings fiel wüst. Heute besteht hier eine Gehöftgruppe.
Nordöstlich des Ortes sind Reste der Marienkirche erhalten.